# 西波美拉尼亞潟湖地區國家公園

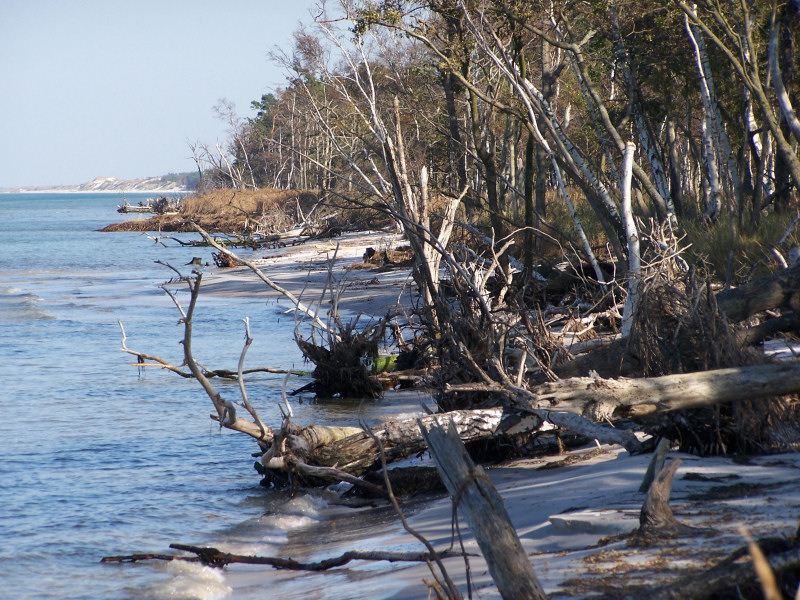

西波美拉尼亞潟湖地區國家公園是德國的國家公園，位於該國北部波羅的海沿岸，由梅克倫堡-前波莫瑞負責管轄，始建於1990年10月1日，面積805平方公里。

## 外部連結
- Official website of the Western Pomerania Lagoon Area National Park （页面存档备份，存于） （德文）